# عوز ضادة مستقبل إنترلوكين 1
عوز ضادة مستقبل إنترلوكين 1 (بالإنجليزية: Deficiency of the interleukin-1–receptor antagonist ومختصره DIRA) هو متلازمة التهابية ذاتية وراثية متنحية نادرة ناتحة عن طفرة في (IL-1RA)، وهي مورثة مسؤولة عن التشفير لضادة مستقبل إنترلوكين 1.

## الأعراض
تؤدي الطفرة إلى تكوين بروتين شاذ، مما يعرف الخلايا إلى مفعول إنترلوكين 1 لا يمكن صده، وهذا يؤدي إلى التهاب العظم والنقي متعدد البؤر العقيم والتهاب السمحاق وبثار (بسبب التهاب الجلد) منذ الولادة.
الأطفال المصابون بهذا المرض تظهر عليهم أعراض قد تكون مميتة بسبب تورم نسيج العظم وألم العظم وتشوهه والتهاب النسيج العظمي وطفح تتراوح شدته من بثور قليلة إلى بثار شديد يغطي أكثر الجسد. تبدأ الأعراض عند أغلب الأطفال منذ الولادة إلى عمر إسبوعين.

## الوراثة
الأطفال المصابون بهذا المرض يحملون طفرة وراثية متنحية في مورثة IL-1RA المسؤولة عن التشفير لضادة مستقبل إنترلوكين 1، مما يؤدي إلى عدم تمكن الجسم من التحكم بالالتهاب الذي يتسبب به إنترلوكين 1.

## الانتشار
يعد عوز ضادة مستقبل إنترلوكين 1 مرضا نادرا، لكن الطفرة في المورثة توجد بنسبة 2.5٪ في شمال غرب بورتوريكو. ولكون هذا المرض يورث عن طريق صفة متنحية، فالبيانات تقدر عدد الولادات المصابة بهذا المرض بحدود حالة واحدة لكل 6300 ولادة. كما أن انتشار الطفرة قد تكون نسبته أعلى في أشخاص من أصول هولندية.

## العلاج
يستجيب الكثير من المرضى المصابين بعوز ضادة مستقبل إنترلوكين 1 لآناكينرا، وهو دواء مضاد لإنترلوكين 1 وقد أظهر فعالية أيضا في علاج المرض الالتهابي متعدد الأجهزة وليدي البدء.